# Parma Associazione Sportiva 1935-1936
Questa voce raccoglie le informazioni riguardanti il Parma Associazione Sportiva nelle competizioni ufficiali della stagione 1935-1936.

## Stagione
Nel campionato di Serie C 1935-36 il Parma conclude nono in classifica con 30 punti. Nel nuovo campionato di Serie C il Parma allenato per la terza stagione consecutiva da Tito Mistrali delude le aspettative. La lotta per l'unica promozione ben presto si restringe a Cremonese che vincerà il torneo con 47 punti, Biellese e Reggiana. Al Parma manca uno che la butta dentro, tanto che il miglior realizzatore di stagione sarà un'ala Manfredo Grandi con nove centri. Di rilievo la vittoria interna sulla Cremonese capolista ed il successo esterno di Piacenza, mentre stavolta con la Reggiana arrivano due battute di arresto.

## Rosa
| N. |                   | Ruolo | Calciatore           |
| -- | ----------------- | ----- | -------------------- |
|    | Italia (bandiera) | C     | Fausto Arata         |
|    | Italia (bandiera) | C     | Silvio Bonino        |
|    | Italia (bandiera) | P     | Mario Cantoni        |
|    | Italia (bandiera) | C     | Ivo Corrado Casalini |
|    | Italia (bandiera) | D     | Marino Cavazzuti     |
|    | Italia (bandiera) | D     | Bruno Cresci         |
|    | Italia (bandiera) | A     | Luigi Del Grosso     |
|    | Italia (bandiera) | D     | Riccardo Ghiretti    |
|    | Italia (bandiera) | A     | Manfredo Grandi      |

| N. |                   | Ruolo | Calciatore         |
| -- | ----------------- | ----- | ------------------ |
|    | Italia (bandiera) | P     | Giovanni Mutti     |
|    | Italia (bandiera) | D     | Walter Negroni     |
|    | Italia (bandiera) | A     | Dino Paini         |
|    | Italia (bandiera) | A     | Osvaldo Perazzo    |
|    | Italia (bandiera) | C     | Fortunato Pesenti  |
|    | Italia (bandiera) | C     | Augusto Ponticelli |
|    | Italia (bandiera) | C     | Guido Ponzi        |
|    | Italia (bandiera) | C     | Michele Sina       |
|    | Italia (bandiera) | A     | Giuseppe Stocchi   |

## Risultati

### Girone di andata
| Arbitro: | Pasinato (Venezia) |

|                         |           |               |
| Stocchi 50’ Perazzo 75’ | Marcatori | 69’ Mantovani |

| Arbitro: | Gorini (Milano) |

|                           |           |  |
| Munerati 27’ Panigoni 80’ | Marcatori |  |

| Arbitro: | Nocentini (Prato) |

|                               |           |           |
| Perazzo 52’ (rig.) Bonino 60’ | Marcatori | 38’ Cella |

| Arbitro: | Riviera (La Spezia) |

|                  |           |             |
| Lodi II 25’, 41’ | Marcatori | 13’ Perazzo |

| Arbitro: | Novello (Dolo) |

|                  |           |  |
| Stocchi 73’, 87’ | Marcatori |  |

| Arbitro: | Reggiani (Brescia) |

|             |           |  |
| Belloni 18’ | Marcatori |  |

| Arbitro: | Candela (Genova) |

|                          |           |                                           |
| Buzzoni 79’ Grignani 89’ | Marcatori | 21’ Sina 62’ Grandi 74’ (rig.) Del Grosso |

| Arbitro: | Barbieri (Sestri Levante) |

|                            |           |  |
| Perazzo 10’ Del Grosso 32’ | Marcatori |  |

| Arbitro: | Pecchiura (Torino) |

|                    |           |             |
| Negroni 19’ (aut.) | Marcatori | 75’ Stocchi |

| Arbitro: | Mocchi (Milano) |

|                            |           |  |
| Perazzo 25’ Del Grosso 80’ | Marcatori |  |

| Arbitro: | Beraldi (Omegna) |

|                                                   |           |  |
| Camisaschi 2’ Gibertoni 40’ Rovelli 49’, 82’, 86’ | Marcatori |  |

| Arbitro: | Tommei (Savona) |

|                            |           |                                     |
| Stocchi 15’ Del Grosso 55’ | Marcatori | 10’, 30’ Colombo M. 70’ Prandoni II |

| Arbitro: | Melioli (Genova) |

|                      |           |             |
| Arosio 18’ Torti 25’ | Marcatori | 73’ Stocchi |

| Arbitro: | Cardinali (Milano) |

|  |           |            |
|  | Marcatori | 81’ Zironi |

| Arbitro: | Sorbi (Firenze) |

|  |           |           |
|  | Marcatori | 66’ Paini |

### Girone di ritorno
| Gallarate 26 gennaio 1936 16ª giornata | Gallaratese      | 0 – 0 | Parma | Stadio Alessandro Maino\| Arbitro: \| Beraldi (Omegna) \| |
| Arbitro:                               | Beraldi (Omegna) |       |       |                                                           |

| Arbitro: | Perani (Bergamo) |

|  |           |             |
|  | Marcatori | 75’ Caudera |

| Arbitro: | Barbieri (Sestri Levante) |

|           |           |                          |
| Cella 43’ | Marcatori | 45’ Paini 80’ Del Grosso |

| Arbitro: | Dericci (Alessandria) |

|                                |           |           |
| Grandi 35’, 83’ Ponticelli 63’ | Marcatori | 47’ Bonzi |

| Busto Arsizio 23 febbraio 1936 20ª giornata | Pro Patria      | 0 – 0 | Parma | Stadio Comunale\| Arbitro: \| Scelfo (Savona) \| |
| Arbitro:                                    | Scelfo (Savona) |       |       |                                                  |

| Parma 1º marzo 1936 21ª giornata | Parma           | 0 – 0 | Falck | Stadio Ennio Tardini\| Arbitro: \| Cianci (Ancona) \| |
| Arbitro:                         | Cianci (Ancona) |       |       |                                                       |

| Arbitro: | Giambone (Mestre) |

|                           |           |                             |
| Sina 6’ Grandi 60’ (rig.) | Marcatori | 45’ Capra II 68’ Malinverno |

| Arbitro: | Ceccherini (Como) |

|            |           |  |
| Giunta 80’ | Marcatori |  |

| Arbitro: | Capitanio (Venezia) |

|  |           |                              |
|  | Marcatori | 60’ Cerati 83’, 87’ Tedeschi |

| Arbitro: | Candela (Genova) |

|                        |           |            |
| Cattaneo 28’ Zanni 57’ | Marcatori | 37’ Grandi |

| Arbitro: | Stecig (Fiume) |

|                        |           |          |
| Grandi 82’ Stocchi 84’ | Marcatori | 88’ Olmi |

| Arbitro: | Savio (Torino) |

|                 |           |                    |
| Prandoni II 76’ | Marcatori | 1’, 61’ Del Grosso |

| Arbitro: | Brisca (Novara) |

|                             |           |                             |
| Grandi 35’ (rig.) Paini 47’ | Marcatori | 67’ (rig.) Banfi 75’ Arosio |

| Arbitro: | Levrero (Genova) |

|                             |           |  |
| Marchi 66’ Vighi 81’ (rig.) | Marcatori |  |

| Arbitro: | Vettori (Pisa) |

|                                                              |           |            |
| Pesenti 48’, 49’ Casalini 57’ Del Grosso 59’ Grandi 60’, 80’ | Marcatori | 67’ Nasoni |